# SN 2005kd
SN 2005kd – supernowa typu IIn odkryta 12 listopada 2005 roku w galaktyce PGC0014370. W momencie odkrycia miała maksymalną jasność 17,00m.